# Sole
Pour les articles homonymes, voir Sole (homonymie).
Taxons concernés
- De nombreuses espèces de la famille des Soleidae dont la Sole commune
- Plusieurs espèces du genre Cynoglossus 
de la famille des Cynoglossidae
- Plusieurs espèces du genre Trinectes 
de la famille des Achiridae
- Plusieurs espèces du genre Achirus 
de la famille des Achiridae
- Apionichthys dumerili
- Bothus mancus
- Etropus ectenes
- Gymnachirus nudus
- Symphurus nigrescensmodifier

Sole [sɔl] est un nom vernaculaire générique qui désigne en français un grand nombre d'espèces de poissons, en général plats, vivant couchés sur des fonds sableux peu profonds, généralement bruns d'un côté, blanc crème de l'autre sauf exception. Le terme « sole » est ambigu parce que s'il désigne en premier lieu les espèces de la famille des soléidés, ce terme a également été utilisé pour former le nom d'autres espèces de poissons plats), voire pour former le nom d'espèces qui ne sont pas plates comme le pompaneau sole. 
En France, sans aucune  précision, il s'agit légalement de la sole commune (Solea solea), que l'on trouve dans les eaux côtières de toute l'Europe.

## Étymologie et traductions

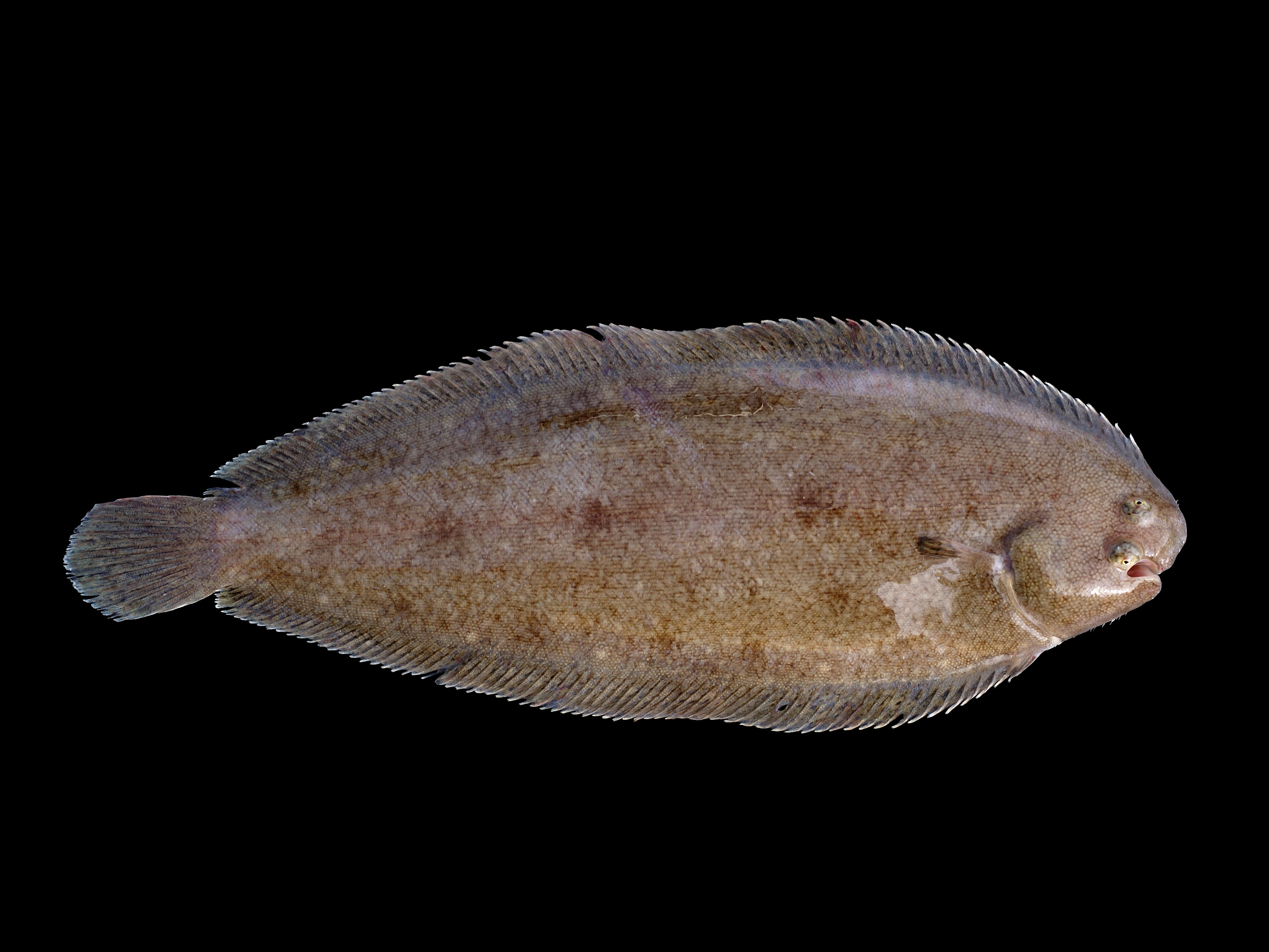
sole commune

Ce terme est issu du latin solea pour désigner des espèces similaires mais aussi les sandales, peut-être en raison de la morphologie de ces poissons. Le mot sole, autrefois orthographié sol, est ensuite popularisé par la suite en sola. Il est attesté en français depuis 1694. Les Dictionnaires de L'Académie française, dès la première édition de 1694, fondent leur définition sur la provenance : « poisson de mer » et surtout la forme de ces poissons « plat et de figure approchante de l'ovale ». Le Trésor de la Langue Française (1971-1994) précise cette définition de la provenance marine en ajoutant qu'il « vit dans les mers tempérées et chaudes sur les fonds sableux », détaille l'aspect extérieur « couvert d'écailles fines » et ajoute l'intérêt gustatif en indiquant que sa « chair est très appréciée ».
Au sein des langues latines, les termes dérivés de la racine commune ne désignent pas forcément les mêmes espèces, si les  formes italienne Sogliola et portugaise solha désignent approximativement les mêmes espèces classées parmi les solidés, en espagnol par contre, solla désigne Pleuronectes platessa, alors que cette dernière espèce est appelée plie en France. En anglais, si le terme sole désigne la sole commune en Europe, ce terme désigne aussi d'autres espèces de poissons plats qui vivent en Amérique du Nord, dans les familles Achiridae et Cynoglossidae.

## Vulnérabilité à la pollution
En tant que poisson plat passant presque toute sa vie au contact du sable ou du sédiment vaseux, la sole est particulièrement vulnérable aux polluants tels que métaux lourds (plomb, cadmium, mercure...), métalloïdes (arsenic), composés organométalliques, organochlorés (dioxines, PCB, lindane...), etc. qui peuvent s'accumuler dans le sédiment ou fuir à partir de munitions immergées. Le long du littoral des hauts-de-France (et plus au nord) dans les années 1970-1980 une grande quantité de poissons plats étaient retrouvés porteurs de tumeurs, de nécroses et/ou de nodules, presque toujours sur leur face ventrale. 

Des études entreprises à partir de la fin des années 1970 ont montré que le phénomène était toujours plus marqué le long et à proximité du trait de côte (dans le fleuve marin côtier notamment) et particulièrement près de Calais  (où l'usine Tioxide qui, produisant du dioxyde de titane, bénéficiait d'une autorisation de rejet abondant en mer) et de Gravelines. Ces études ont conclu que ces pathologies pouvaient être attribuées à la pollution des sédiments de la Manche, pollution notamment apportés par l'estuaire de la Seine, et également marquée au niveau les estuaires picards ainsi qu'au droit des villes portuaires de cette région minière et industrialisée . L'estuaire de la Somme qui est une zone de nourricerie pour les soles et autres poissons plats a notamment servi durant des décennies au pétardage d'armes chimiques (munitions non explosées). 

Outre-manche le même constat était fait sur le littoral anglais, surtout au débouché de l'estuaire de la Tamise, de même aux Pays-Bas entre Rotterdam et Flessingue.

## Pêche

### Tailles minimum de captures

#### Mailles légales pour la France
La maille de la sole (Solea solea), c'est-à-dire la taille légale de capture pour les pêcheurs amateurs et professionnels est de 20 cm en Manche, en Atlantique et en mer du Nord (24 cm pour la Solea spp.). Elle n'est pas fixée pour la Méditerranée.

#### Mailles biologiques
La maille biologique, c'est-à-dire la taille à laquelle 100 % des soles (Solea solea) se sont reproduites, est de 32 à 35 cm.

## Statut légal de l'appellation
En France, le terme sole ne peut être attribué commercialement qu'à quelques espèces :
- Achirus achirus - sole sombre
- Austroglossus microlepis - sole australe orientale, sole d’Afrique du Sud
- Austroglossus pectoralis - sole australe occidentale, sole d’Afrique du Sud
- Brachirus orientalis - sole-ruardon d'Orient
- Cynoglossus spp. - soles-langues, soles tropicales
- Euryglossa orientalis - Brachirus orientalis - sole d’orient
- Microchirus variegatus - sole-perdrix
- Microstomus kitt - limande-sole commune, limande-sole
- Microstomus pacificus - limande-sole du Pacifique, limande-sole
- Pelotretis flavilatus - limande-sole de Nouvelle-Zélande
- Solea elongata - sole élancée
- Solea lascaris ou Pegusa lascaris - sole-pôle, sole blonde
- Solea senegalensis - sole du Sénégal, sole de roche
- Solea vulgaris ou Solea solea - sole commune, sole
- Synaptura cadenati - sole-ruardon du Golfe
- Synaptura lusitanica - sole-ruardon commune
- Trachynotus carolinus - pompaneau sole, pompaneau

L'utilisation du terme est surveillé par la DGCCRF.

## Liste des espèces appelées «sole»
Note : Certains noms peuvent être multiples pour certaines espèces.
- Petite sole jaune[7] - Microchirus boscanion
- Sole à joue tachetée[7] - Trinectes opercularis
- Sole à six yeux[7] - Dicologlossa hexophthalma
- Sole achire[7] - Achirus lineatus
- Sole adriatique[7] - Pegusa impar
- Sole américaine[7] - Achirus lineatus
- Sole australe occidentale[7] - Austroglossus microlepis
- Sole bavoche[7] - Trinectes maculatus
- Sole commune[7] - Solea solea
- Sole d'orient [7] - Brachirus orientalis
- Sole de Cadenat[7] - Pegusa cadenati
- Sole de Commerson[7] - Synaptura commersonnii
- Sole de Frechkop[7] - Microchirus frechkopi
- Sole de Herre[7] - Aseraggodes herrei
- Sole de lait[7] - Pardachirus marmoratus
- Sole de Mazatlan[7] - Achirus mazatlanus
- Sole de Mer Égée[7] - Pegusa lascaris
- Sole de roche[7] - Synaptura lusitanica lusitanica
- Sole de vase[7] - Austroglossus pectoralis
- Sole des profondeurs[7] - Bathysolea profundicola
- Sole du Cap[7] - Heteromycteris capensis
- Sole du Sénégal[7] - Solea senegalensis
- Sole égyptienne[7] - Solea aegyptiaca
- Sole élancée[7] - Solea elongata
- Sole fasciée[7] - Microchirus wittei
- Sole flounder[7] - Etropus ectenes
- Sole fluviatile[7] - Trinectes fluviatilis
- Sole garde-bouée [7] - Achirus klunzingeri
- Sole grise[7] - Symphurus nigrescens
- Sole jaune[7] - Buglossidium luteum
- Sole langue  [7] - Cynoglossus monodi et Cynoglossus senegalensis
- Sole langue canarienne[7] - Cynoglossus canariensis
- Sole langue de Guinée[7] - Cynoglossus monodi
- Sole langue de Mer Rouge[7] - Cynoglossus sinusarabici
- Sole langue du Cap[7] - Cynoglossus capensis
- Sole langue du Ghana[7] - Cynoglossus cadenati
- Sole langue sénégalaise[7] - Cynoglossus senegalensis
- Sole lusitanienne[7] - Microchirus boscanion
- Sole noire[7] - Bathysolea polli
- Sole nue[7] - Gymnachirus nudus
- Sole ocellée  [7] - Microchirus ocellatus et Pardachirus pavoninus
- Sole pantoufle[7] - Trinectes paulistanus
- Sole perdrix  [7] - Pegusa triophthalma et Synaptura lusitanica lusitanica
- Sole perdix commune[7] - Microchirus variegatus
- Sole perdrix à nageoires striées[7] - Microchirus boscanion
- Sole perdrix brune[7] - Microchirus azevia
- Sole perdrix juive[7] - Microchirus theophila
- Sole perdrix ocellée[7] - Microchirus ocellatus
- Sole perdrix panachée[7] - Microchirus variegatus
- Sole poivrée[7] - Synaptura marginata
- Sole pole[7] - Pegusa lascaris
- Sole pole à trois taches[7] - Pegusa triophthalma
- Sole pole de Méditerranée[7] - Pegusa impar
- Sole quagga[7] - Zebrias quagga
- Sole queue longue[7] - Apionichthys dumerili
- Sole réticulée[7] - Trinectes inscriptus
- Sole ronde[7] - Trinectes fimbriatus
- Sole ruardon commune[7] - Synaptura lusitanica lusitanica
- Sole ruardon du Golfe[7] - Synaptura cadenati
- Sole sombre[7] - Achirus achirus
- Sole tachetée  [7] - Synapturichthys kleinii  et Trinectes fonsecensis
- Sole trémail[7] - Achirus scutum
- Sole tropicale[7] - Bothus mancus
- Sole velue[7] - Monochirus hispidus
- Sole verrue[7] - Pegusa lascaris
- Sole zèbre[7] - Zebrias synapturoides
- etc.